# インナー・シティ (バンド)
インナー・シティ （Inner City）は、アメリカの音楽ユニット。デトロイト・テクノのオリジネーターの一人に数えられるケヴィン・サンダーソンが、1988年にシカゴ在住のパリス・グレイを女性ボーカリストとして迎えて結成した。

## 概要
ケヴィン・サンダーソンが使う様々な名義のうちのひとつでもある。
女性ボーカルと組んだこのプロジェクトは、彼の活動の中で最もハウス色が強いものであり、また彼はこのプロジェクトにより初期テクノを代表するデトロイトの3人（ケヴィン・サンダーソン、ホアン・アトキンス、デリック・メイ）の中でも最も商業的に成功したといわれている。

## メンバー
- ケヴィン・サンダーソン - 音楽作成
- アン・サンダーソン（英語版）
- ダンティエズ・サンダーソン（Dantiez Saunderson）
- ステファニー・クリスティアン（Steffanie Christi'an）

### 旧メンバー
- パリス・グレイ（Paris Grey a.k.a Shanna Jackson） - ボーカル
- スタティック・リベンジャー（英語版）
- トミー・オニキス（英語版）

## ディスコグラフィ

### スタジオ・アルバム
- 『ビッグ・ファン』 - Paradise / Big Fun (1989年)
- 『ファイア』 - Fire (1990年)
- 『プレイズ』 - Praise (1992年)
- We All Move Together (2020年)

### リミックス・アルバム
- Paradise Remixed (1990年)
- Testament 93 (1993年)

### コンピレーション・アルバム
- Good Life—the Best of Inner City (2003年)

### シングル
- "Big Fun" (1988年)
- "Good Life" (1988年)
- "Ain't Nobody Better" (1989年)
- "Do You Love What You Feel" (1989年)
- "Whatcha Gonna Do with My Lovin'" (1989年)
- "That Man (He's All Mine)" (1990年)
- "Till We Meet Again" (1991年)
- "Let It Reign" (1991年)
- "Hallelujah '92" (1992年)
- "Pennies from Heaven" (1992年)
- "Praise" (1992年)
- "Follow Your Heart" (1992年)
- "Till We Meet Again" (remix) (1993年)
- "Back Together Again" (1993年)
- "Do Ya" (1994年)
- "Share My Life" (1994年)
- "Ahnonghay" (1995年)
- "Your Love" (1996年) ※1996年にエイベックスから発売されたコンピレーション・アルバム『ハウスレボリューション Vol.47』にも収録
- "Do Me Right" (1996年) ※1997年にエイベックスから発売されたコンピレーション・アルバム『スーパー・ダンス・フリーク Vol.50』にも収録
- 「グッド・ライフ99 (ブエナ・ビダ)」 - "Good Life (Buena Vida)" (PIAS re-recording) (1999年)
- "Good Love" (2001年)
- "Pump It Up Dub" (2001年) ※with E-Dancer
- "Big Fun" (remix) (2003年)
- "Say Something" (2004年)
- "Future" (2011年) ※Kevin Saunderson featuring Inner City名義
- "Bad Girl" (2014年) ※Kevin Saunderson featuring Inner City名義
- "Good Luck" (2017年)
- "It Could Be" (2019年) ※with アーミン・ヴァン・ビューレン